# Marolles-en-Hurepoix

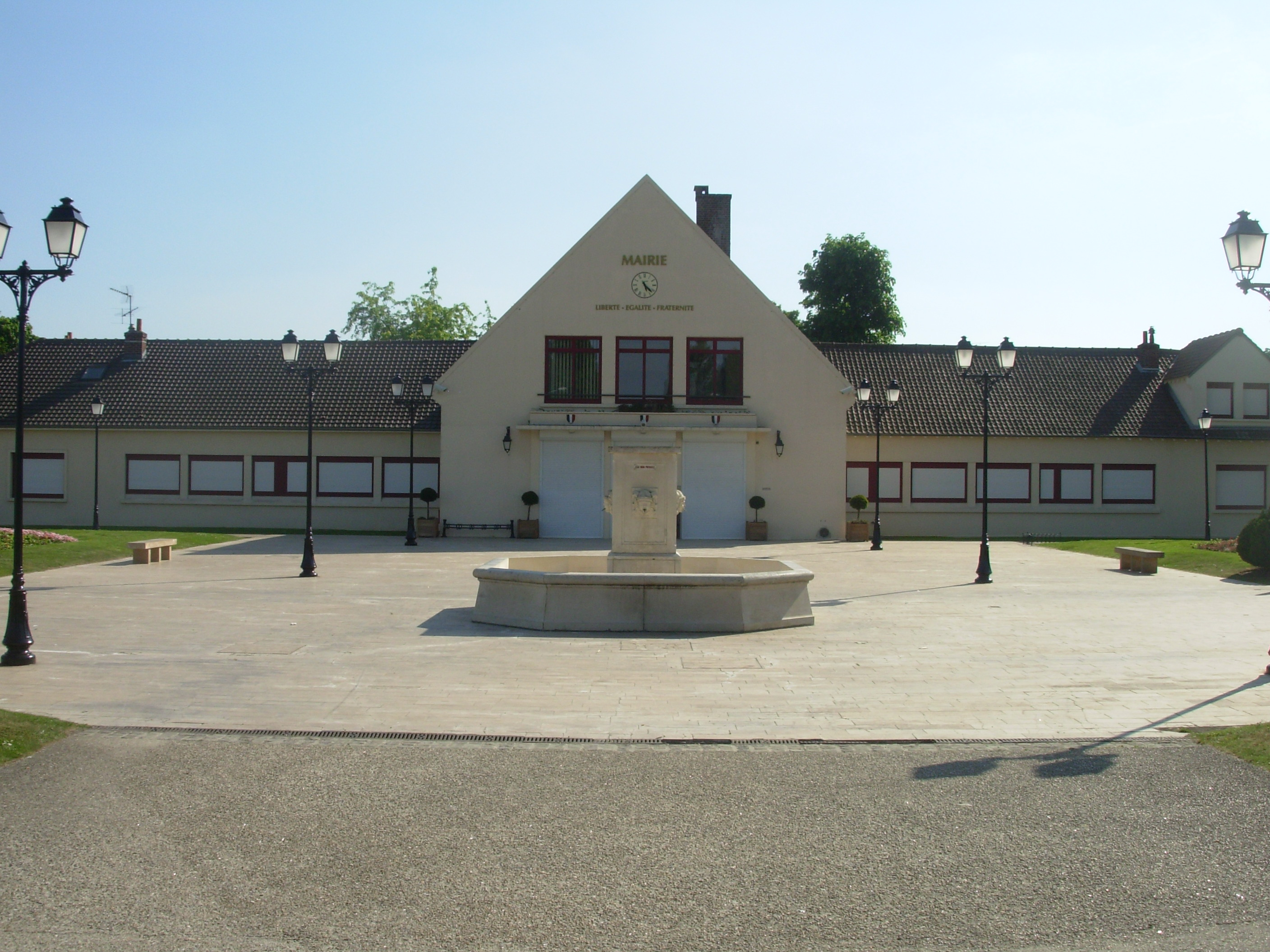
Gemeentehuis van Marolles-en-Hurepoix, 2011

Marolles-en-Hurepoix is een gemeente in het Franse departement Essonne (regio Île-de-France) en telt 4.669 inwoners (1999). De plaats maakt deel uit van het arrondissement Palaiseau.
Tussen 1973 en 2018 was hier een Panhard-fabriek gevestigd, waar militaire voertuigen werden gebouwd.

## Geografie
De oppervlakte van Marolles-en-Hurepoix bedraagt 6,5 km², de bevolkingsdichtheid is 718,3 inwoners per km².
De onderstaande kaart toont de ligging van Marolles-en-Hurepoix met de belangrijkste infrastructuur en aangrenzende gemeenten.

## Demografie
Onderstaande figuur toont het verloop van het inwonertal (bron: INSEE-tellingen).

## Geboren
- Émile Levassor (1843-1897), automobielingenieur; bekend van Panhard & Levassor.